# Diomede (nume feminin)
Numele feminin Diomede (greacă: Διομήδη, Diomede) este purtat de patru personaje minore din mitologia greacă.

## Diomede, fiica lui Phorbas
În Iliada lui Homer, Diomede a fost o iubită a lui Ahile, în timpul Războiului Troian (după Briseis, care a fost revendicată și obținută, în cele din urmă, de către Agamemnon). Ea a fost fiica regelui Phorbas din Lesbos, insulă locuită în acea epocă de către carieni. După Eustațiu din Salonic, numele ei ar fi fost Diomedeea (greacă: Διομήδεια, Diomedeia). Sub acest nume apare și la Dictys din Creta, care, în plus, dezvoltă personajul, narând episodul capturării ei din insula Lesbos, descriind prietenia dintre aceasta și sora ei de lapte (Hippodamia sau Briseis) și iubirea nutrită față de ea de Patrocle. Diomede figura, ca un personaj secundar, într-un tablou al lui Polignot care reprezenta îmbarcarea lui Menelau și era expus la Delfi.

## Diomede, fiica lui Lapithes
În genealogia mitică a regilor Spartei, Diomede a fost soția lui Amyklas, fiul lui Lacedemon și al cincilea rege mitic al Spartei. Născută în Thesalia, ea a fost fiica lui Lapithes, regele mitic eponim al lapiților. Diomede și Amyklas au avut mai mulți copii: Cynortas, Hyakinthos și poate Polybeea (prezentată uneori ca soră a lui Hyakinthos). Regelui Amyklas îi mai sunt atribuiți și alți copii, fără a se preciza numele mamei (nefiind, însă, menționate alte concubine, se poate presupune că mama lor a fost Diomede). Fiul cel mai mare al regelui a fost Argalos, care a moștenit tronul Spartei de la tatăl său și a fost moștenit la rândul lui de Cynortas, fratele său. Un alt fiu al lui Amyklas ar fi fost, după unii, Leucip (pe care Pseudo-Apollodor îl consideră, însă, nepot al lui Cynortas și prin urmare, strănepot al lui Amyklas). În fine, Amyklas a mai avut și alte câteva fiice: Laodamia (sau Laneira, căsătorită cu Arcas, regele eponim al Arcadiei), Hegesandra și (într-o opinie cu totul izolată) Daphne / Pasiphae, iubita lui Apollo metamorfozată în dafin.

## Diomede, fiica lui Xouthos
În genealogia mitică a poporului grec, prezentată în cartea I a Bibliotecii lui Apollodor, Diomede a fost fiica lui Xouthos (Xuthus). Xouthos a fost unul dintre cei trei fii ai regelui mitic Hellen (alături de Aiolos / Aeolus și Doros / Dorus) din care s-au tras marile triburi grecești. La împărțirea între aceștia a țării lui Hellen, lui Xouthos i-a revenit Peloponezul. Pe lângă Diomede, Xouthos a avut și doi fii, Achaios (Achaeus) și Ion, eponimii triburilor aheene și ioniene. Diomede s-a căsătorit cu regele Phocidei, Deion, fiu al lui Aiolos (și prin urmare văr al Diomedei). Împreună, ei au avut cinci copii: Asterodia, Ainetos, Actor, Phylacos și Cephalos.

## Diomede, mama lui Euryalos
În Fabulele lui Hyginus, Diomede a fost soția lui Pallas din Argos și mama lui Euryalos, erou participant la Expediția Argonauților și Războiul Troian. La Homer, însă, tatăl lui Euryalos este considerat a fi Mekisteos, fiul regelui Talaos din Argos. Nu se știe nimic altceva despre mama lui.